# 趙恒惕
趙 恒惕（ちょう こうてき）は、中華民国の軍人。湘軍（湖南軍）の指導者で、聯省自治運動でも活躍した。字は夷午、彝五。号は炎午。

## 事績
湖北方言学堂を卒業後、日本に留学して、陸軍士官学校砲兵科第6期で学ぶ。この留学期間中に、中国同盟会に加入した。1909年（宣統元年）帰国し、蔡鍔が主管する広西陸軍幹部学校に遷り、新兵の訓練を担当した。
辛亥革命が勃発すると、広西省の新軍を率い、湖北都督黎元洪から左翼軍司令に任命された。1912年（民国元年）、南京の中華民国臨時政府から、陸軍第8師第16旅旅長に任命される。まもなく湖南陸軍第1旅旅長となった。1913年（民国2年）7月の二次革命（第二革命）では革命派として湘軍を率いて蜂起したが、失敗して逮捕され、懲役10年の刑を言い渡された。1915年（民国4年）、袁世凱から特赦により釈放されている。
袁世凱死後の1916年（民国5年）、湖南陸軍第1師師長として復帰した。以後、趙恒惕は湖南の軍政界で次第に台頭していく。そして、1920年（民国9年）11月、湖南督軍譚延闓を追い落とす形で、趙が後任の湖南督軍兼湘軍総司令となった。さらに趙は、当時高揚していた聯省自治や廃督裁兵の運動に呼応する形で湖南省の自治を宣言している。1921年（民国10年）には湖南省憲法を制定した。6月20日、両湖巡閲使・王占元支配に不満を持っていた蔣作賓の要請を受け、2個軍からなる援鄂自治軍を成立、総司令に就任し湖北省への進出を開始した（湘鄂戦争）。湖北自治政府・湖北自治軍成立後の7月30日、王占元への総攻撃を開始。31日、趙李橋を、8月5日、通城を占領。翌6日、王占元を下野に追い込んだ。しかし、王を見捨てた曹錕と呉佩孚は、河南省の蕭耀南の第25師、靳雲鶚の第8混成旅を漢口に派兵し介入。趙は12日に両湖巡閲使として漢口入りした呉佩孚と交渉を行っていたが、呉は和議を唱えつつ5万人の増援を湖北入りさせていた。8月16日、交渉は決裂、19日から3日に渡る汀泗橋戦闘で敗退、28日に湖南省に入り込まれ、岳州を占領される。9月1日、漢口の英国領事館の仲裁で、呉佩孚と9条からなる岳州休戦条約を結んだ。
1922年（民国11年）には、湘軍総司令の地位を取り消し、民選省長として湖南省を統治した。
しかしその後も、趙恒惕と譚延闓は抗争を続けている（譚趙之戦）。これには北京政府の呉佩孚や南方政府の孫文も関与して、極めて複雑な混戦となった。それでも1923年（民国12年）11月に、呉の支援を受けた趙は、譚の攻勢を凌ぎ、引き続き湖南の統治権を確保する。しかし、1926年（民国15年）3月、中国国民党と結んだ唐生智に敗北して湖南督弁を辞任した。
その後、趙恒惕は引退状態にあったが、日中戦争（抗日戦争）勃発後の1937年（民国26年）から政界に復帰した。1939年（民国28年）4月から湖南省臨時参議会議長（日中戦争終結後は省議会議長）をつとめた。1949年（民国38年）、台湾に逃れ、総統府国策顧問、総統府資政をつとめた。
1971年（民国60年）11月23日、台北で病没。享年92（満91歳）。

## 注
1. ↑  田子渝 劉徳軍 (1989). 中国近代軍閥史詞典. 档案出版. p. 545